# Saint-Michel-Tubœuf
Saint-Michel-Tubœuf – miejscowość i gmina we Francji, w regionie Normandia, w departamencie Orne.
Według danych na rok 1990 gminę zamieszkiwały 543 osoby, a gęstość zaludnienia wynosiła 62 osoby/km² (wśród 1815 gmin Dolnej Normandii Saint-Michel-Tubœuf plasuje się na 411. miejscu pod względem liczby ludności, natomiast pod względem powierzchni na miejscu 589.).